# Карагандинский областной историко-краеведческий музей
Карагандинский областной историко-краеведческий музей (каз. Қарағанды облыстық тарихи-өлкетану мұражайы) — крупнейший музей в Карагандинской области.

## История
Был создан согласно приказу Наркомугля РСФСР за № 27 от 11 февраля 1932 года, открыт 7 ноября как политехнический, а в 1938 году переименован в областной краеведческий музей. Первым директором был Р.Бекметов. С 1940 года музей занимается сбором архивных материалов по археологии и этнографии. В первые годы фонды музея насчитывали чуть более 700 экспонатов, а работало в нём 7 человек. С 1979 года музей расположен в нынешнем двухэтажном здании.

## Залы
Сейчас в музее имеется 4 научно-исследовательских отдела: общей истории, археологии и этнографии, современной истории и экскурсионно-массовой работы. В фондах музея свыше 134 000 экспонатов. Общая площадь музея составляет 1800 м². Экспозиция музея располагается в 14 залах. Материалы музея охватывают историю края с древних времен до современности. Экспозиции «Возникновение жизни на Земле», «Природа», «Археология», «До современной истории» и др. знакомят с историко-материальной культурой Казахстана.
Директор: Нурмаганбетов Ержан Нурланович.
Адрес: Ерубаева, 38, +7(7212) 56-58-89, museumkz@mail.ru